# Posterisation

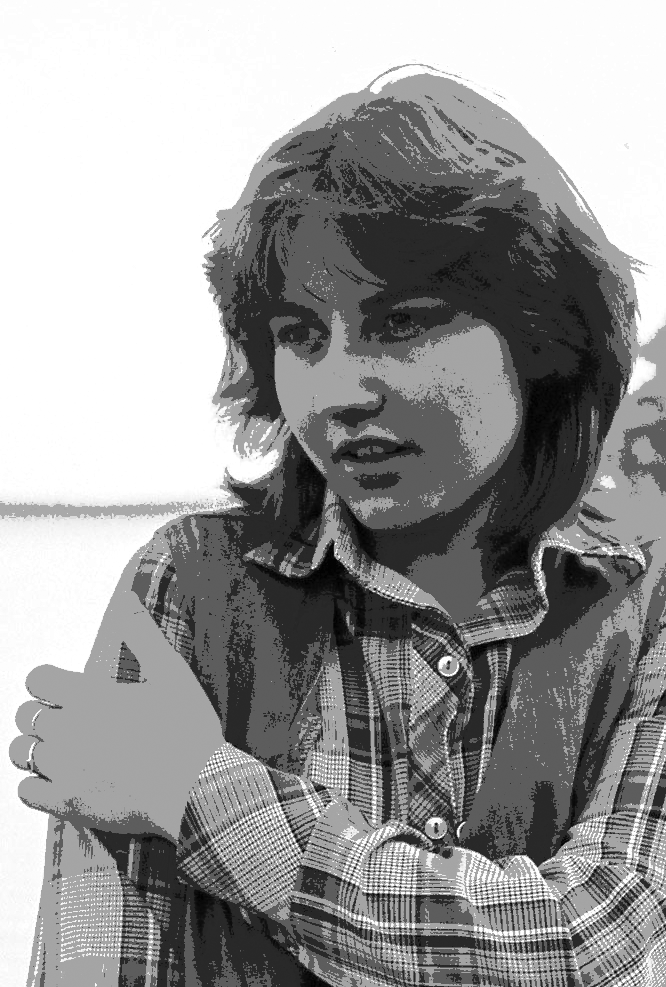
Posterisation bei einem Schwarzweißfoto

Posterisation (von englisch posterization; posterized images) bezeichnet den fotografischen Effekt der Tontrennung (oder Tonwerttrennung) bei gleichzeitiger Tonwertreduktion, d. h. eine ursprünglich kontinuierliche Tonabstufung wird in mehrere Bereiche mit weniger Tönen umgewandelt, wodurch abrupte Übergänge von einem Ton zum anderen entstehen. Der Effekt wird als Mittel der künstlerischen Gestaltung benutzt oder als erster Schritt bei der Vektorisierung. Eine weitere Bezeichnung für den Effekt ist das griechische Isohelie, das sich auf die dabei entstehenden Zonen gleicher Helligkeit bezieht.

## Gestalterische Anwendung
Zunächst werden durch mehrmaliges Umkopieren auf hart arbeitendes Lith-Material drei oder mehr Dichteauszüge von normalen Halbtonnegativen erstellt. Daraus entsteht ein Bild, das den gesamten Tonwertumfang der Originalaufnahme in wenige Tonwerte (zum Beispiel Weiß, Grau, Schwarz) umsetzt. In der herkömmlichen Fotografie kommt beim Umkopieren vorzugsweise hart arbeitender Lithfilm zum Einsatz, der unterschiedlich lange belichtet oder entwickelt wird. Die die einzelnen Tonwerte repräsentierenden Filme werden passgenau übereinander montiert und vergrößert. Von Agfa gab es einen speziellen Film für diesen Zweck, den AGFA Contour Professional, der als Planfilm angeboten wurde und die Prozedur deutlich vereinfachte.
Wie bei den meisten fotografischen Effekten vereinfacht sich auch hier der Aufwand bei der elektronischen Bildbearbeitung. Beim rechten Bild (siehe unten), in einem Standard-Bildbearbeitungsprogramm manipuliert, wurden die Tonwerte auf fünf reduziert, gleichzeitig wurden die verbleibenden teilweise eingefärbt, nachdem bei einzelnen auch der Kontrast zurückgenommen worden war. Dabei entsteht ein Bild, das an Pop-Art erinnert.

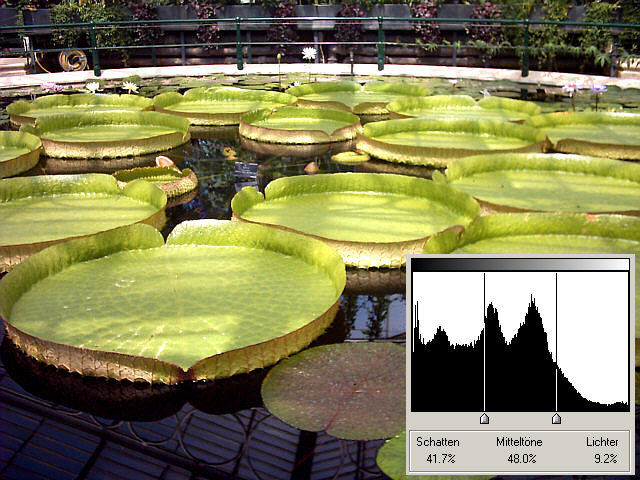
Unbearbeitetes Bild
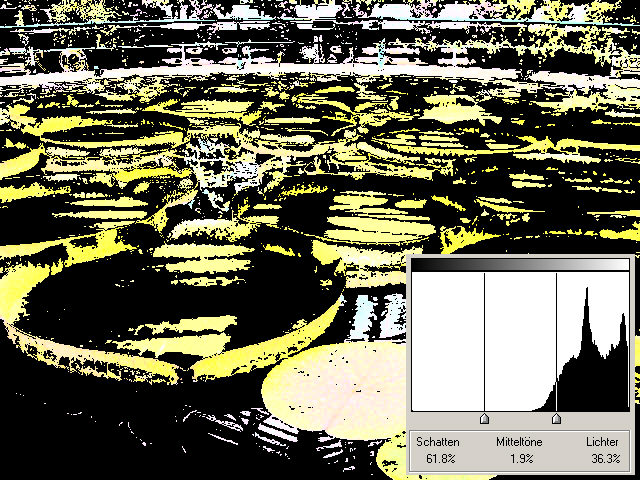
Bearbeitetes Bild

Das Bild zeigt den Teich im Seerosen-Haus der Kew Gardens in London. Die eingeblendeten Histogramme veranschaulichen, was mit den Tonwerten bei diesem Effekt geschieht.

## Banding
Der Effekt kann auch als unerwünschtes Artefakt des technischen – meist digitalen – Prozesses entstehen. Er wird dann Banding genannt. Banding zeigt sich dadurch, dass ein Helligkeitsverlauf nicht gleichmäßig, sondern in sichtbar abgegrenzten Streifen (engl. band) dargestellt wird.
Ursachen für Banding bei Digitalkameras sind etwa:
- Ungünstige Tonwertkurven beim Kamerasensor.
- Eine zu geringe Helligkeitsauflösung in der Verarbeitungskette – üblich sind acht Bit pro Farbkanal (JPEG), also 256 Helligkeitswerte. Bei hochwertigen Kameras werden daher teils zehn, zwölf oder vierzehn Bit benutzt, um den Dynamikumfang des Sensors nicht zu begrenzen, der zum Beispiel 9,0 erreicht.
- Nachträgliche Bildbearbeitung wie Aufhellung oder Kontrastveränderung.